# Христианство в Ливане

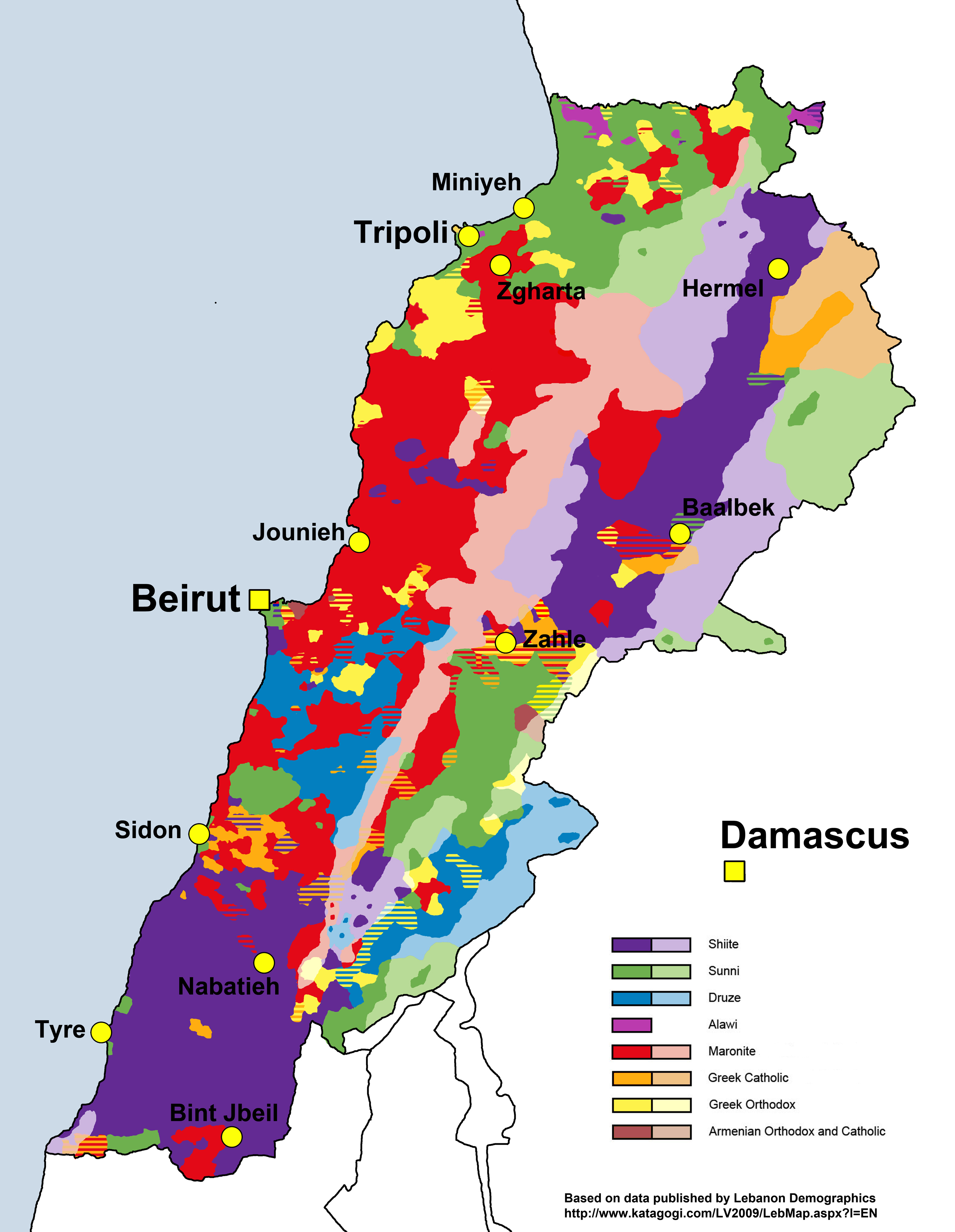
Распределение религиозных групп Ливана в соответствии с данными муниципальных выборов 2009 года.

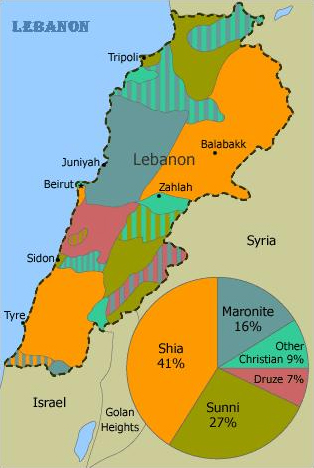
Оценка распределения основных религиозных групп Ливана в 1991 году на основе карты GlobalSecurity.org

Ливан является одной из двух стран Ближнего Востока (другая — Республика Кипр), в которой христианская община является государствообразующей. В 1932 году христиане составляли 55 % населения Ливана, однако к концу века их число снизилось. Это связано с тесной взаимосвязью местных христиан с Римом и Францией. Большинство христиан в Ливане — марониты. Остальные христиане представлены греческой и армянской общинами.
Христианство в Ливане древнее ислама. В византийскую эпоху местные христианские общины подчинялись Антиохийскому патриархату. Марониты, костяк которых составили сирийские монофелиты, обособились от других христиан к VI веке. Арабское нашествие консолидировало ливанских христиан, которые быстро перешли на арабский язык. Крестовые походы вызвали воодушевление в рядах маронитов и способствовали их сближению с католической церковью и с Францией (в эпоху Иерусалимского королевства). XX век ознаменовался жестоким противостоянием между христианской и мусульманской общинами Ливана.
Помимо маронитов в Ливане христианство представляют армянские общины, которые исповедуют дохалкидонское православие или армянское униатство, а также Православие, яковиты, католицизм и протестантизм (евангелизм) и др.

## Галерея

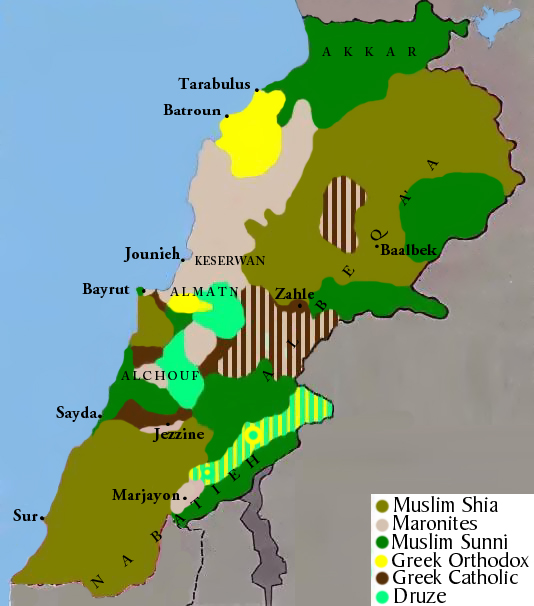
Оценка распределения районов основных религиозных групп Ливана.
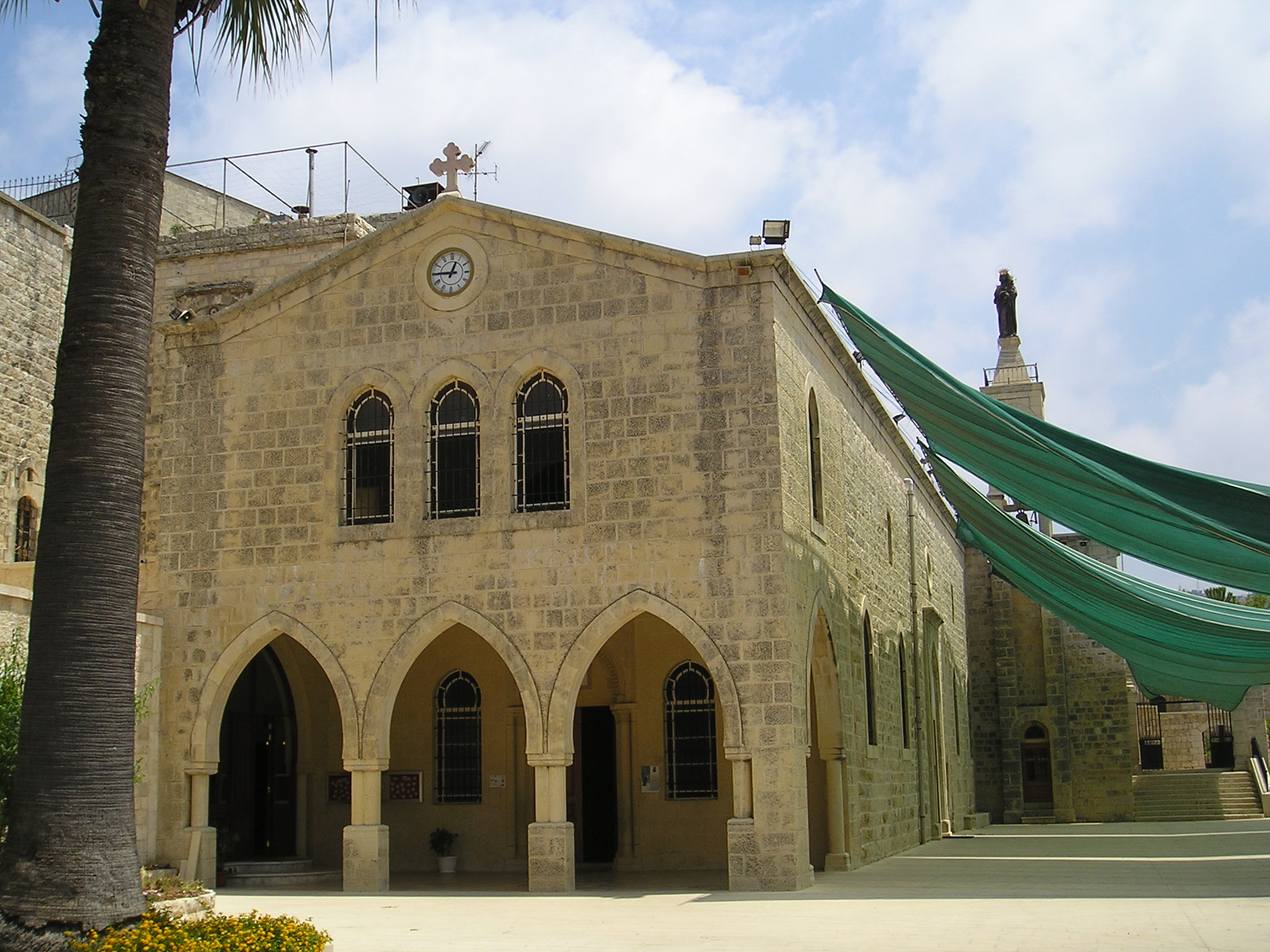
Маронитская церковь Сайдет-эль-Талле в Дейр-эль-Камар, Ливан.
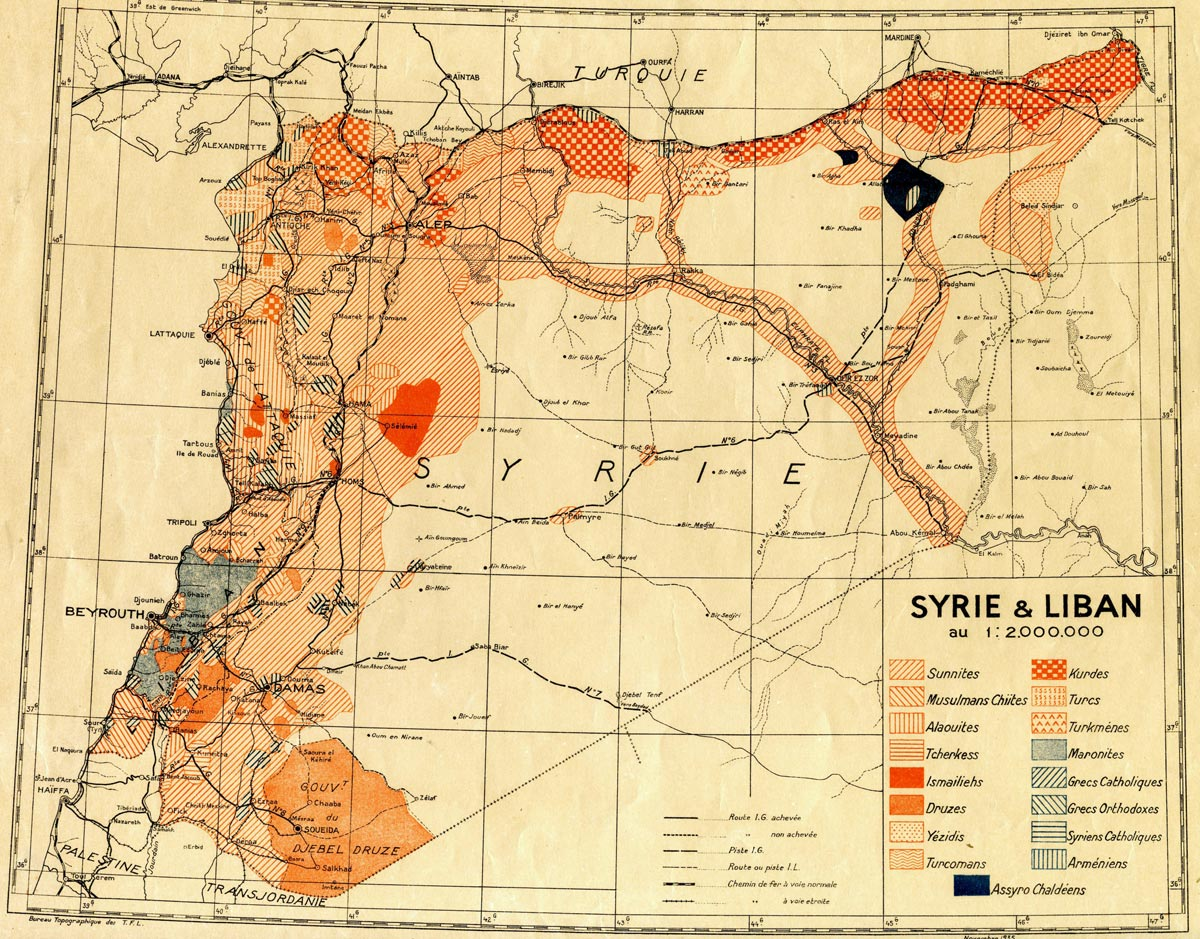
Карта религиозных и этнических общин Сирии и Ливана (1935)
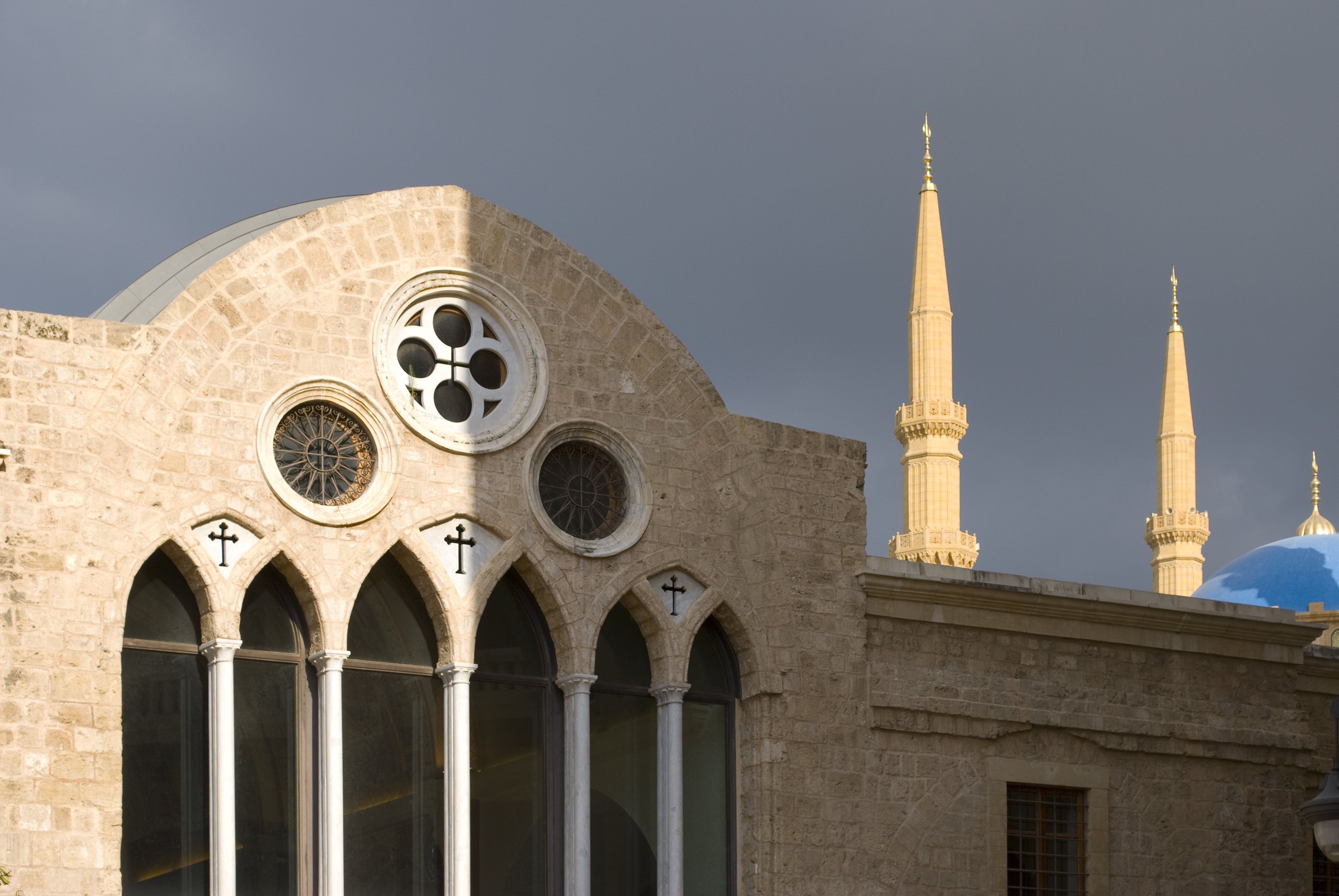
Православный собор Св. Георгия в центре Бейрута